# インド博物館 (コルカタ)
インド博物館（インドはくぶつかん、Indian Museum）は、インド西ベンガル州コルカタにある博物館である。世界で9番目に古い博物館であり、インド最古かつ最大の博物館である。1814年にベンガル・アジア協会によって設立され、植民地時代にはコルカタ帝国博物館と呼ばれていた。初代館長は、デンマークの植物学者であったナサニエル・ウォーリッチであった。
この博物館は、インド美術、考古学、人類学、地質学、動物学、経済植物学の6部門からなる文化・科学にまつわる収蔵品がある35のギャラリーで構成されている。収蔵品には貴重な骨董品、甲冑や装飾品、化石、骨格標本、ミイラ、ムガル絵画があり、インドおよびその周辺地域の人類および自然科学に関する多くの稀少かつ特有の標本が、それらの部門のギャラリーで保管・展示されている。特に、インド美術と考古学の部門は、世界的に重要なコレクションを持つ。
この博物館は文化省所轄の独立組織である。現在の館長は、全国科学博物館評議会理事長と国立図書館理事長を務めるShri Arijit Dutta Choudhuryである。
文化、すなわち芸術・考古学・人類学に関する部門の統括は理事会の評議委員会が行い、その他の3つの科学に関する部門はインドの地質学的調査・動物学的調査・植物学的調査に基づいている。博物館の理事会は協調する8つの作業部会を持ち、それぞれ教育、保管、出版、展示、写真、医療、制作、図書、となっている。こうした複数の学問分野にまたがる多目的機構は、インド憲法の別表7に定めた国家重要機関として定められている。

## 歴史
インド博物館は、1784年にウィリアム・ジョーンズ卿が始めたベンガルのアジア協会にその起源がある。協会の会員たちが収集した人工物・自然物を保管・管理・展示するための博物館設立の企画が、1796年に会員たちから持ち上がった。
インド政府が協会へ、チョーリンギー・パーク通りの一角にふさわしい施設を提供したことで、1808年にこの話は現実味を帯びてきた。

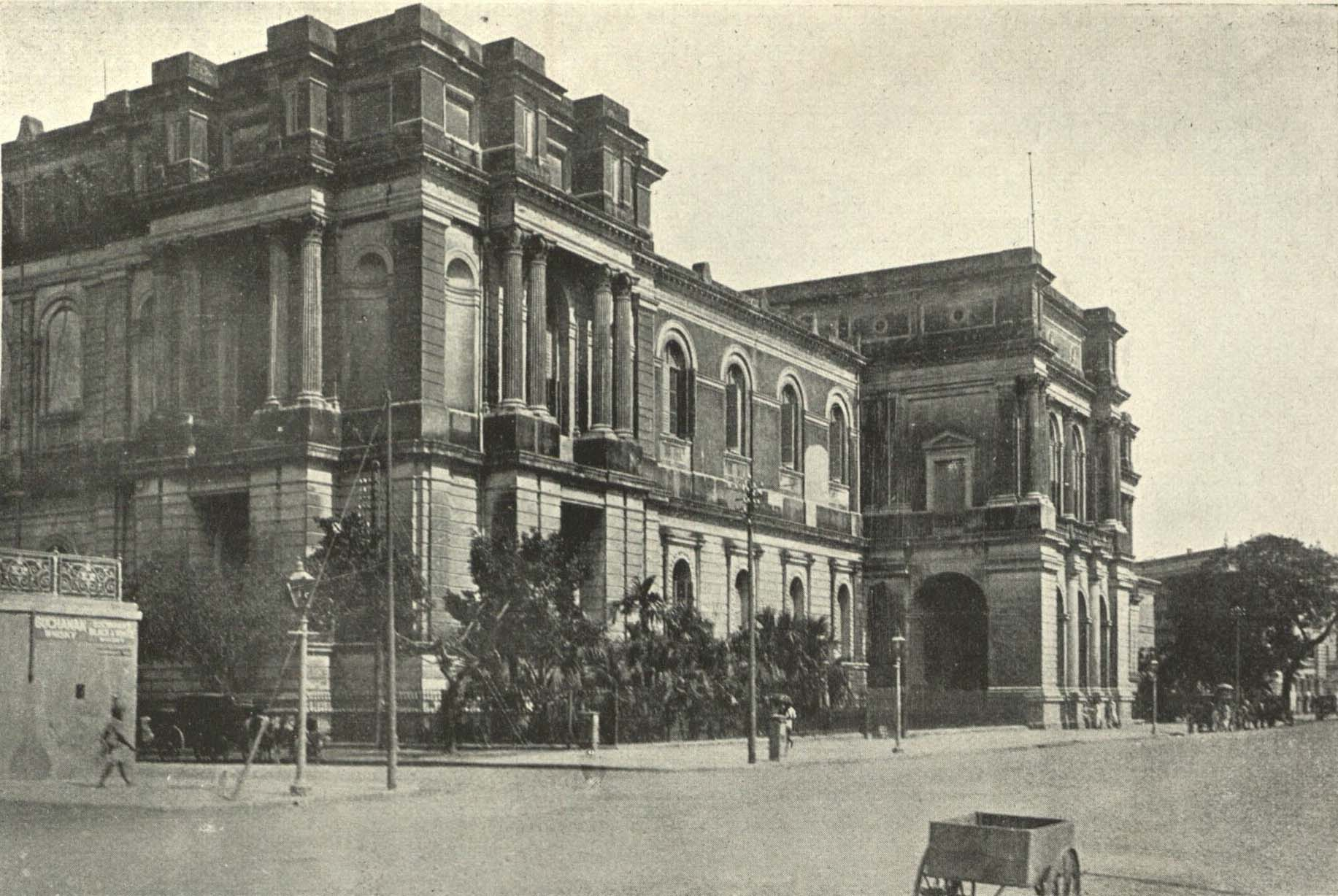
1905年頃のインド博物館

セランポールの包囲戦で一度は捕えられ釈放されたデンマークの植物学者ナサニエル・ウォーリッチは、1814年2月3日にアジア協会の評議会へ書簡を送り、自分のコレクションとコルカタのアジア協会のコレクションで博物館を設立し自分が館長を引き受けると申し出て、考古学・民族学・技術学の部門と、地質学・動物学の部門という2部門体制を提案した。評議会はこれに快く同意し、博物館の設立と相成った。ウォーリッチは名誉館長となり、次いでアジア協会のオリエンタル博物館の最高責任者となった。ウォーリッチはその個人コレクションから多くの植物標本を博物館へ寄贈した。副書記で司書だったウィリアム・ロイド・ギボンズは、1815年に共同書記となった。
ウォーリッチが退任した後、学芸員らはアジア協会から50-200ルピーの月給を受けていた。しかし1836年に協会の銀行（パーマ・アンド・カンパニー）が破綻し、博物館のコレクションの多くがインド測量局の測量官らのものであることから、政府は館長の給与を公的基金から支払い始めた。
200ルピーの臨時補助金が博物館と図書館の維持のため承認され、ベンガル医療局のJ・T・ピアソンが館長となり、次いでジョン・マクレランドが短期間あとを継ぎ、彼の辞任後はエドワード・ブライスが館長となった。
1840年に政府は地質学と鉱物資源に強い関心を寄せ、これにより地質学部門は単独で月あたり250ルピーの追加予算を得た。1851年にインド地質測量局がトマス・オウルダム卿を迎えると、現在の K・N・ロイ通りにあたるヘイスティングズ通り1番地（現在の西ベンガル州の新庁舎がある場所）の賃貸の建物がその事務所となった。アジア協会の経済地質学博物館にあったインド政府の地質学コレクションは、1856年にそちらへ移された。しかし協会の地質学コレクションは、専用の博物館ができたら地質測量局へ返還するという状態のままにされた。協会の書記を務めていたジェイムズ・プリンセプス卿が、国の負担で博物館を作って欲しいと政府へ書簡を送ったのは1937年に遡る。本格的な博物館の設立を目指す運動はその後10年にわたって熱心に続けられ、やがて当時のインド地質測量局長のトマス・オウルダム卿が音頭をとってさらに勢いを増した。
本格的な博物館設立を求める声は、東インド会社のセポイの反乱の影響でさらに続いた。インドがイギリスの植民地になるといったん運動は下火になったが、やがて再燃した。
その後、第一インド博物館法が1866年に通過し、1867年に現在地でインド博物館の基礎工事が行なわれた。1875年に、現在のジャワハルラール・ネルー通りにあたるチョウロンギ通りの現在の建物が、W・L・グランヴィルの設計のもとトマス・ホランド卿によって建てられ竣工した。1876年にトマス・オウルダム卿が引退したのち、1877年にインド地質測量局は経済地質学博物館と共にヘイスティングズ通り1番地の賃貸施設からここへ移転した。
この建物はアジア協会のオリエンタル博物館のコレクションおよびインド地質測量局の経済地質学のコレクションを管理するだけでなく、両者の事務所としても設計されていた。
しかしアジア協会は政府からの自立の維持を望んで、その権利を放棄した。インド地質測量局は現在もインド博物館の敷地内の建物に本部を置き、インド博物館の地質学ギャラリーに関して排他的権利を保持している。
サダル通りに沿った建物は1891年に取得され、1988年から公開された。サダル通りに対して右側の建物は、1894年に建てられた。この建物の半分はインド地質測量局のものとされていたが、1912年に全体が同局のものとされた。
博物館の動物学部門と人類学部門が元となって、1916年にインド動物調査局が発足した。ここから1945年にインド人類学調査局が発足した。
スコットランドの解剖学者・動物学者のジョン・アンダーソンが1865年に館長となり、哺乳動物と考古学のコレクションの目録を作成した。イングランドの動物学者ジェームズ・ウッド＝メイスンは1869年からこの博物館で働き始め、1887年にアンダーソンの後任の館長となった。
この博物館は2013年9月1日から2014年2月3日まで、修復と改修のため休館していた。

## コレクション

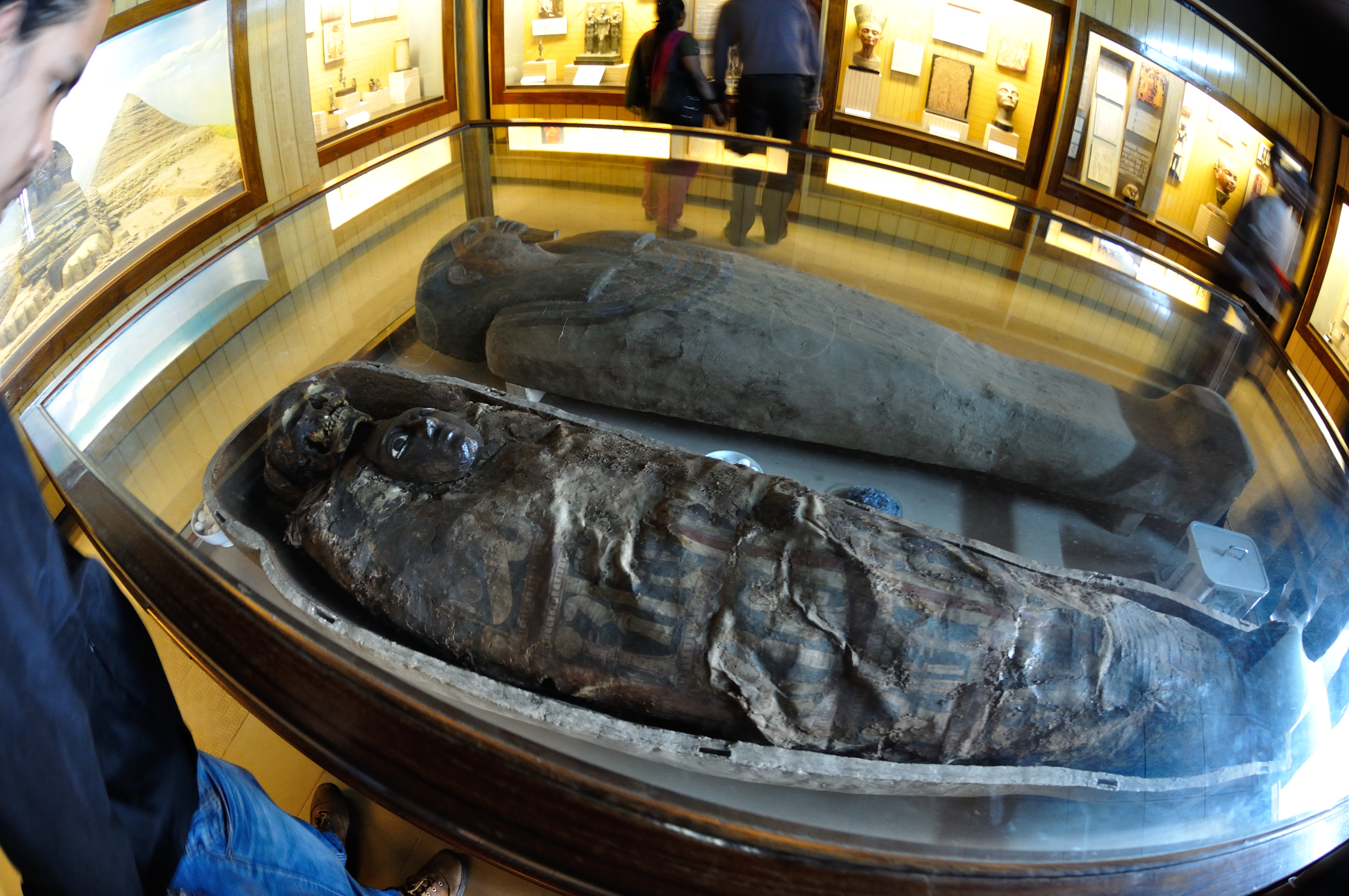
約4千年前のエジプトのヒトのミイラ

### エジプト
壮麗な邸宅で公開されており、主なコレクションはエジプトのミイラである。このミイラは修復中である。

### インド

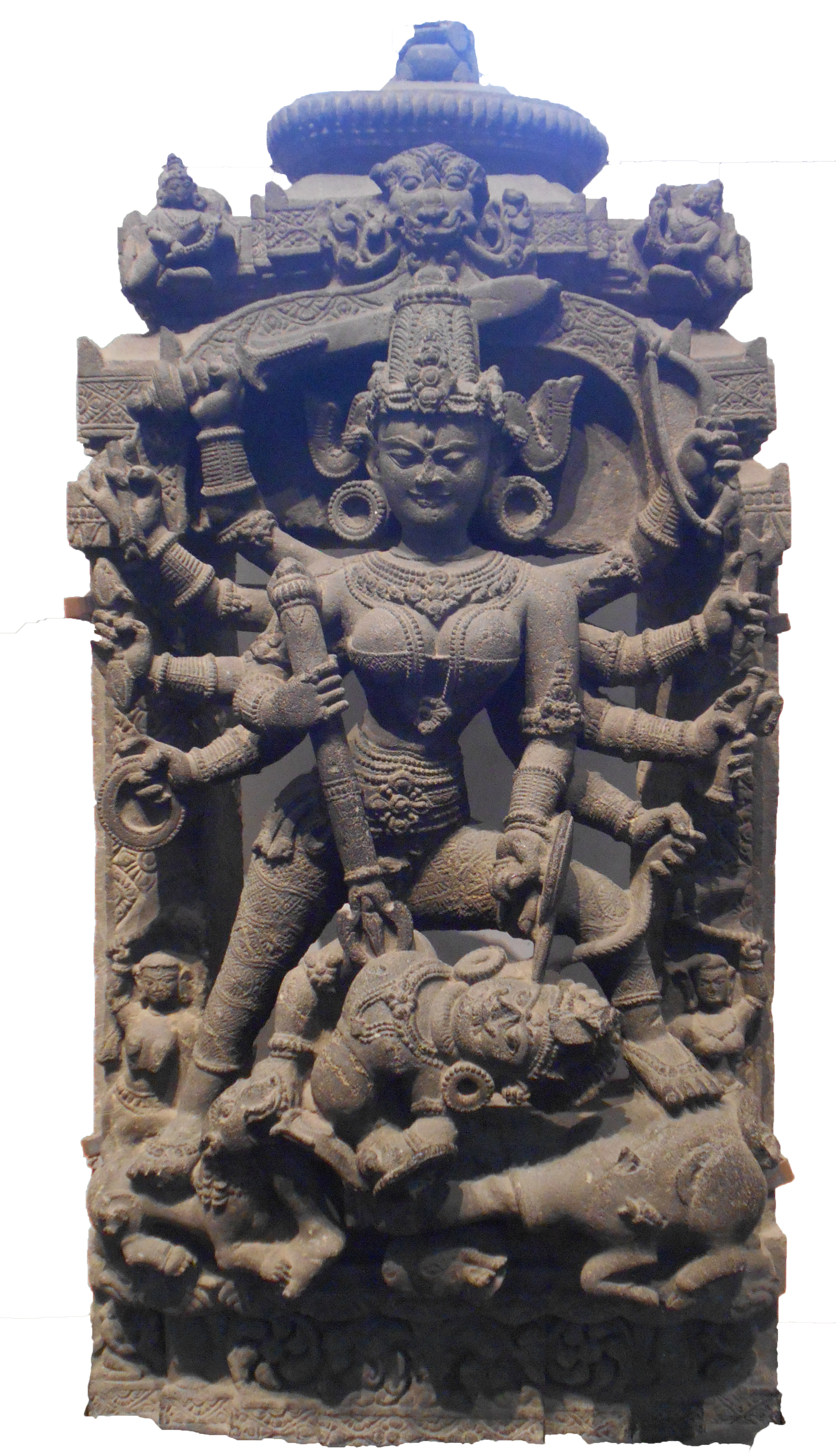
女神ドゥルガーの石像

古代および中世インドの膨大な人工物があり、例としてバルフートで作られた仏塔、仏舎利、4頭のライオンの意匠がインドの国章となったアショーカの尖塔の獅子柱頭の複製（実物はサルナート博物館にある）、先史時代の動物の骨格化石、美術品、貴重な骨董品、隕石、がある。

### 博物学
この博物館には博物学に関する4つのギャラリー、すなわち植物学、昆虫学、哺乳動物学、鳥類学のギャラリーがある。また恐竜の巨大な骨格標本といった先史時代の遺物もある。

## ギャラリー

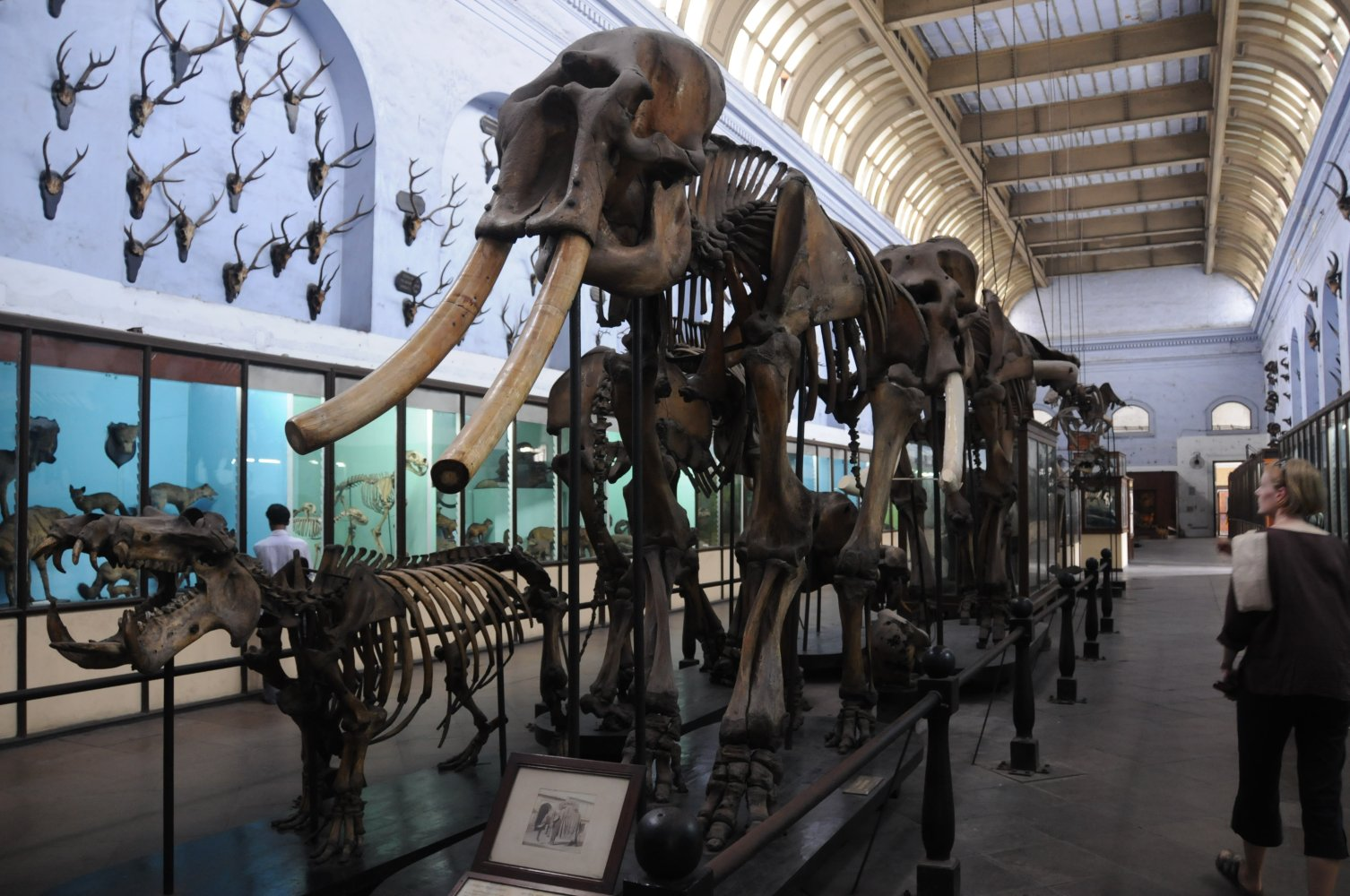
ゾウの骨格標本
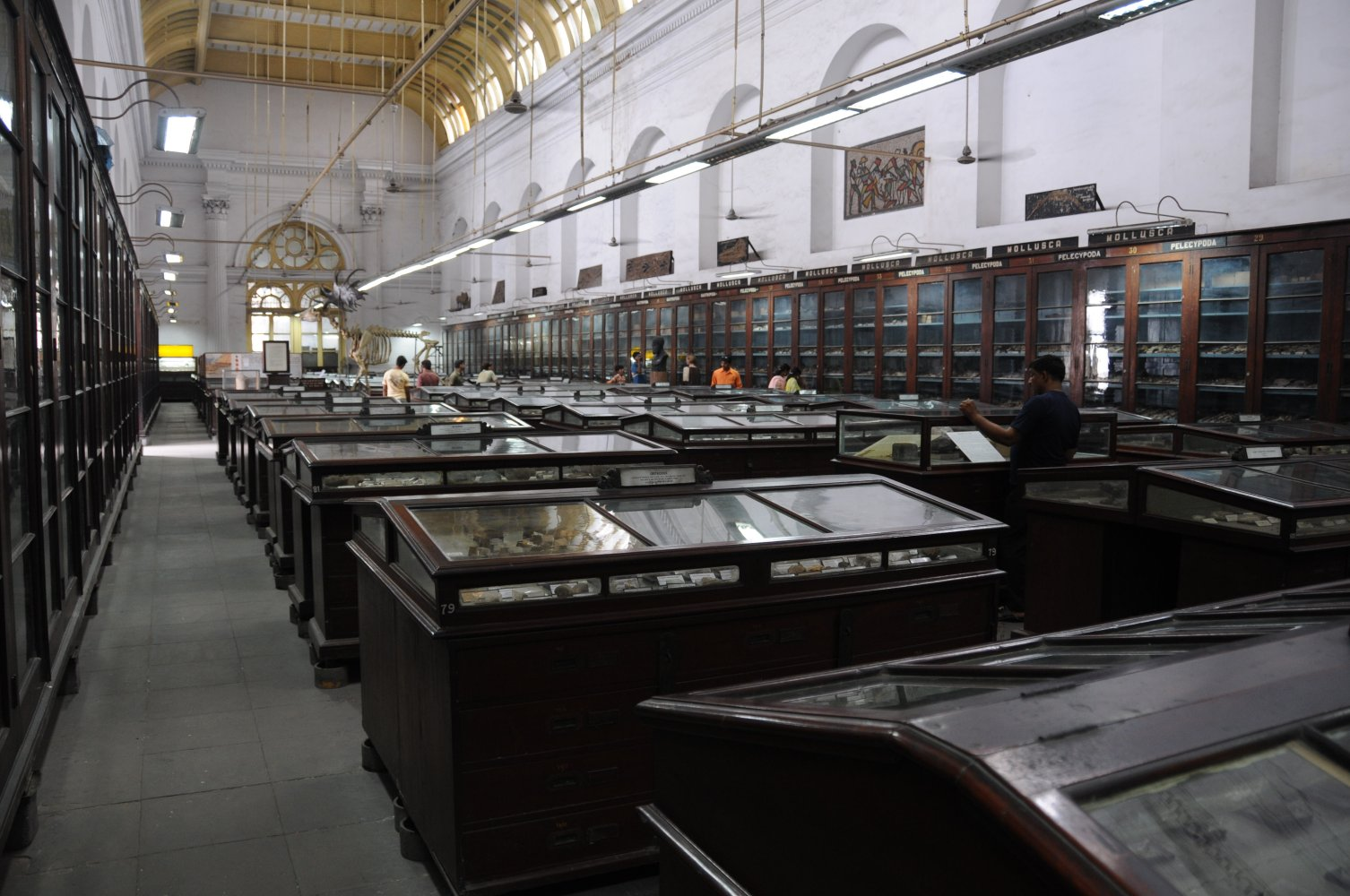
様々な化石を収めた展示ケース
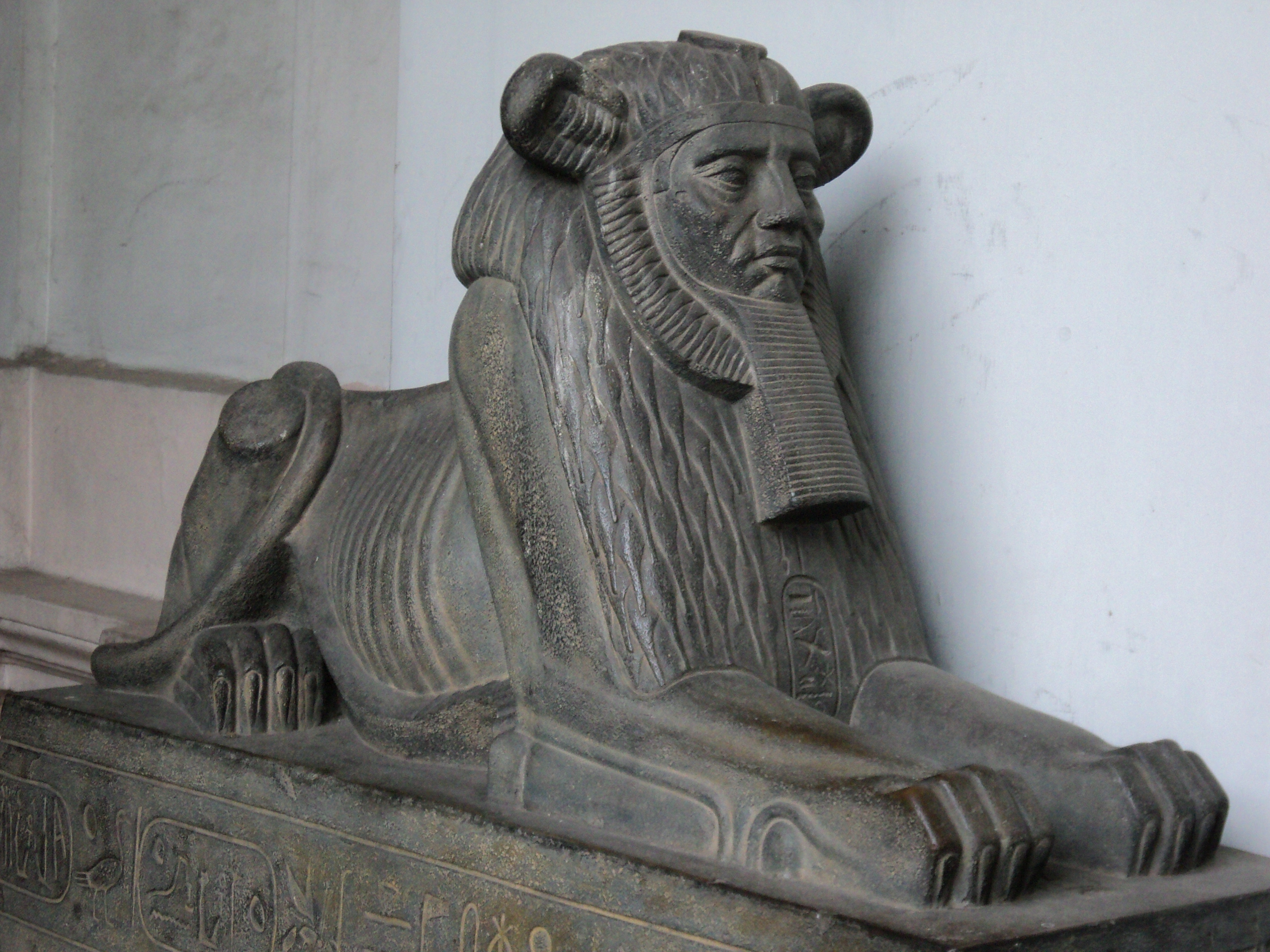
エジプトの展示
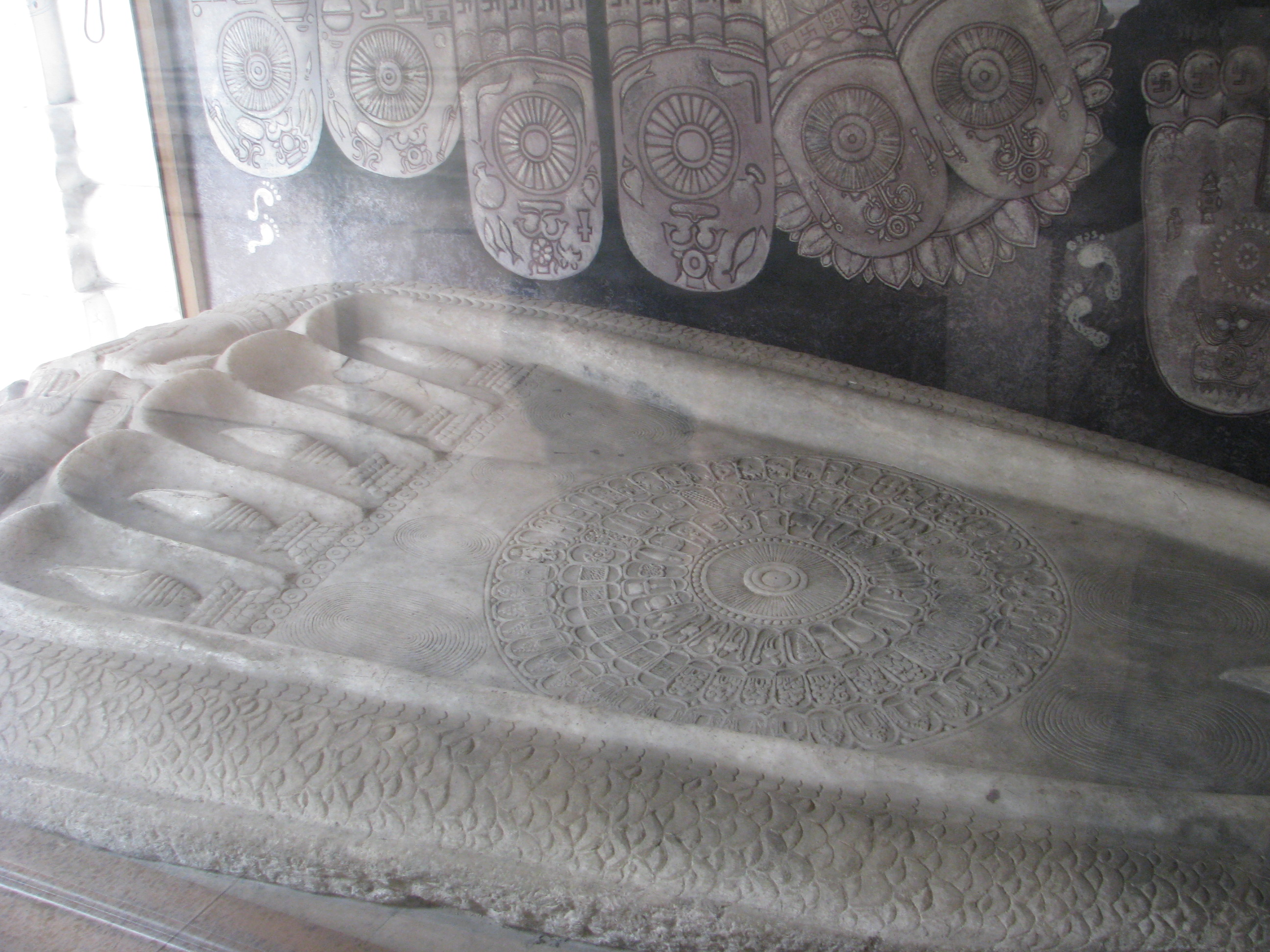
仏足石
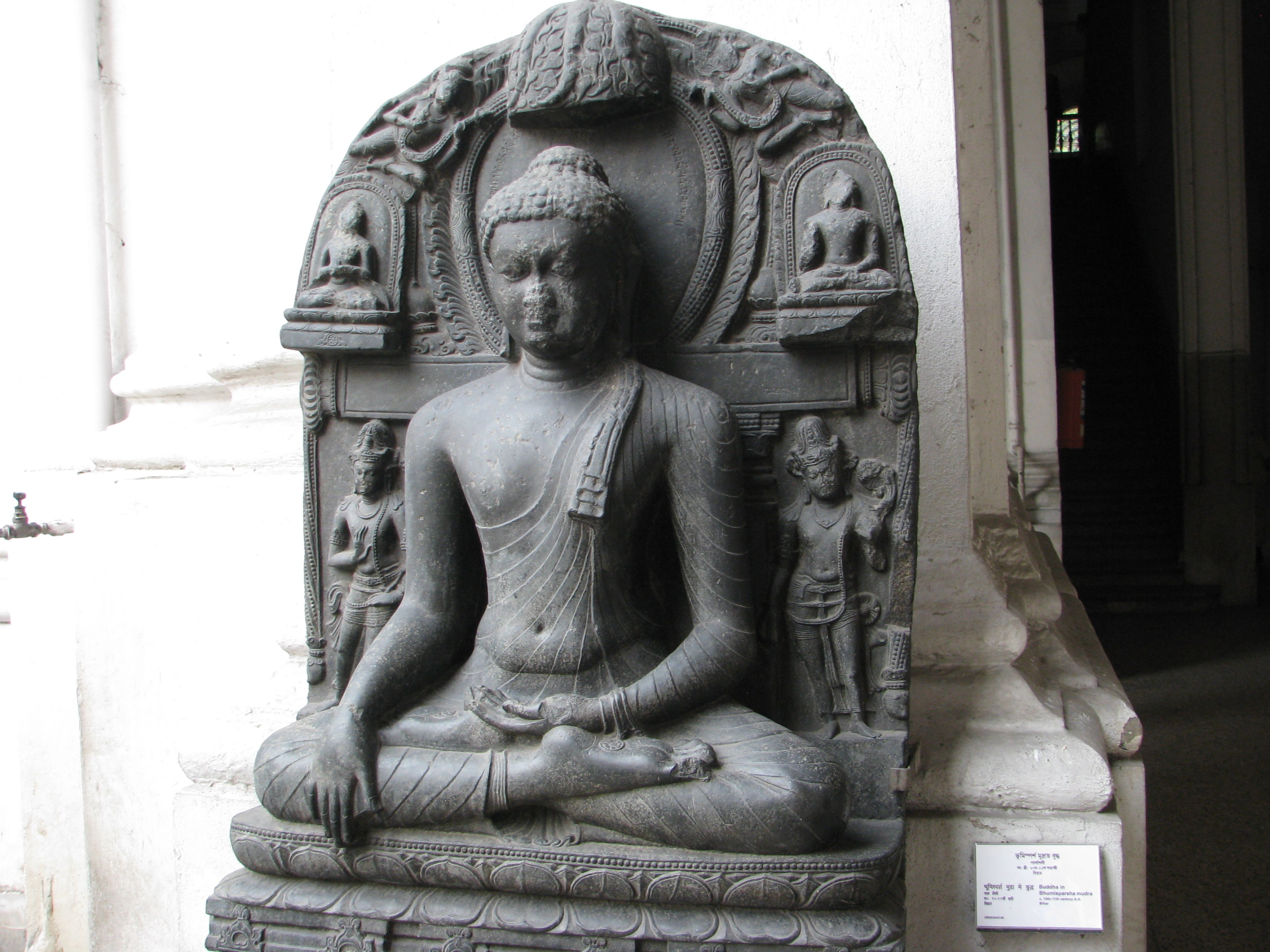
仏像
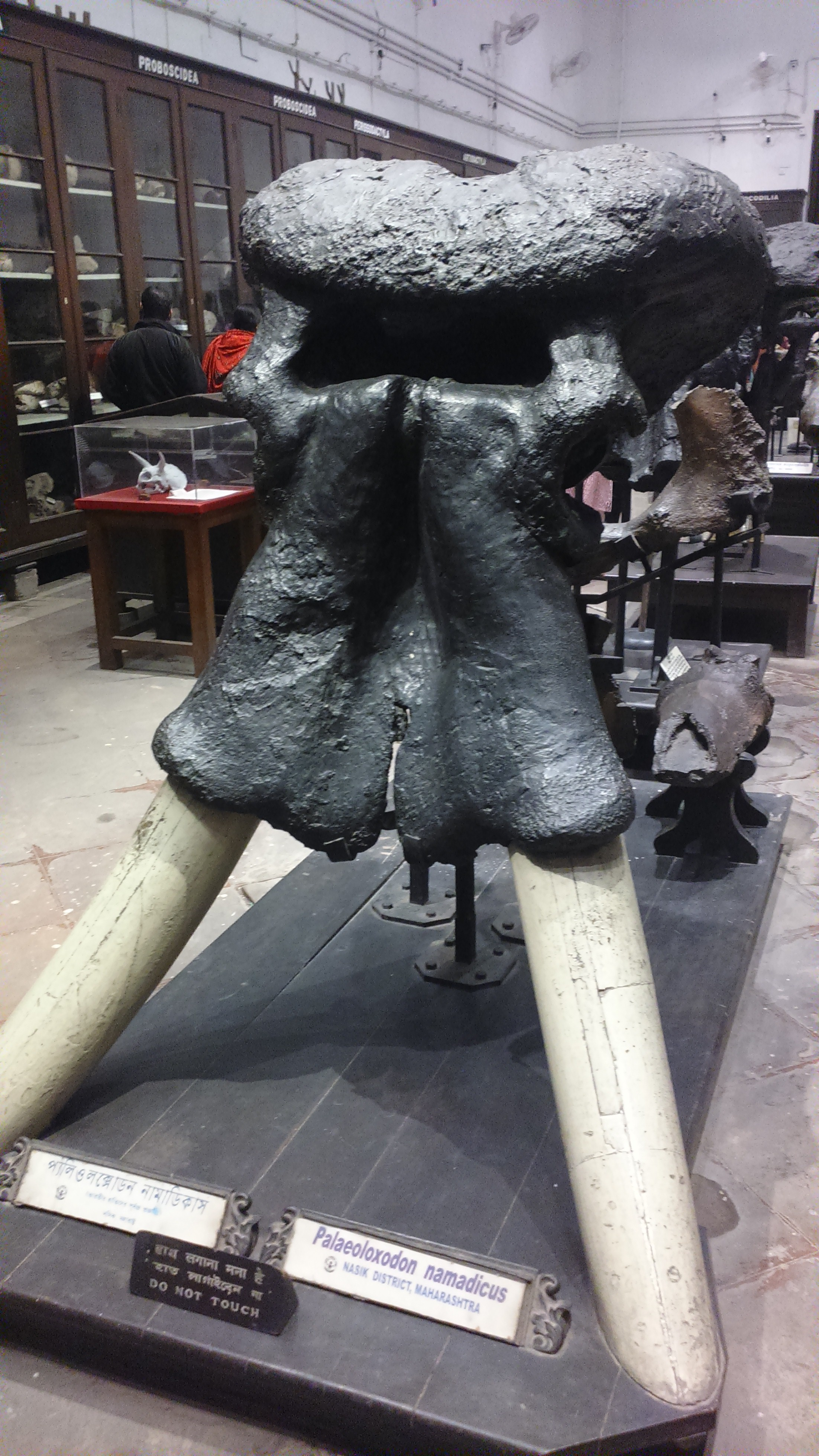
絶滅したナウマンゾウ
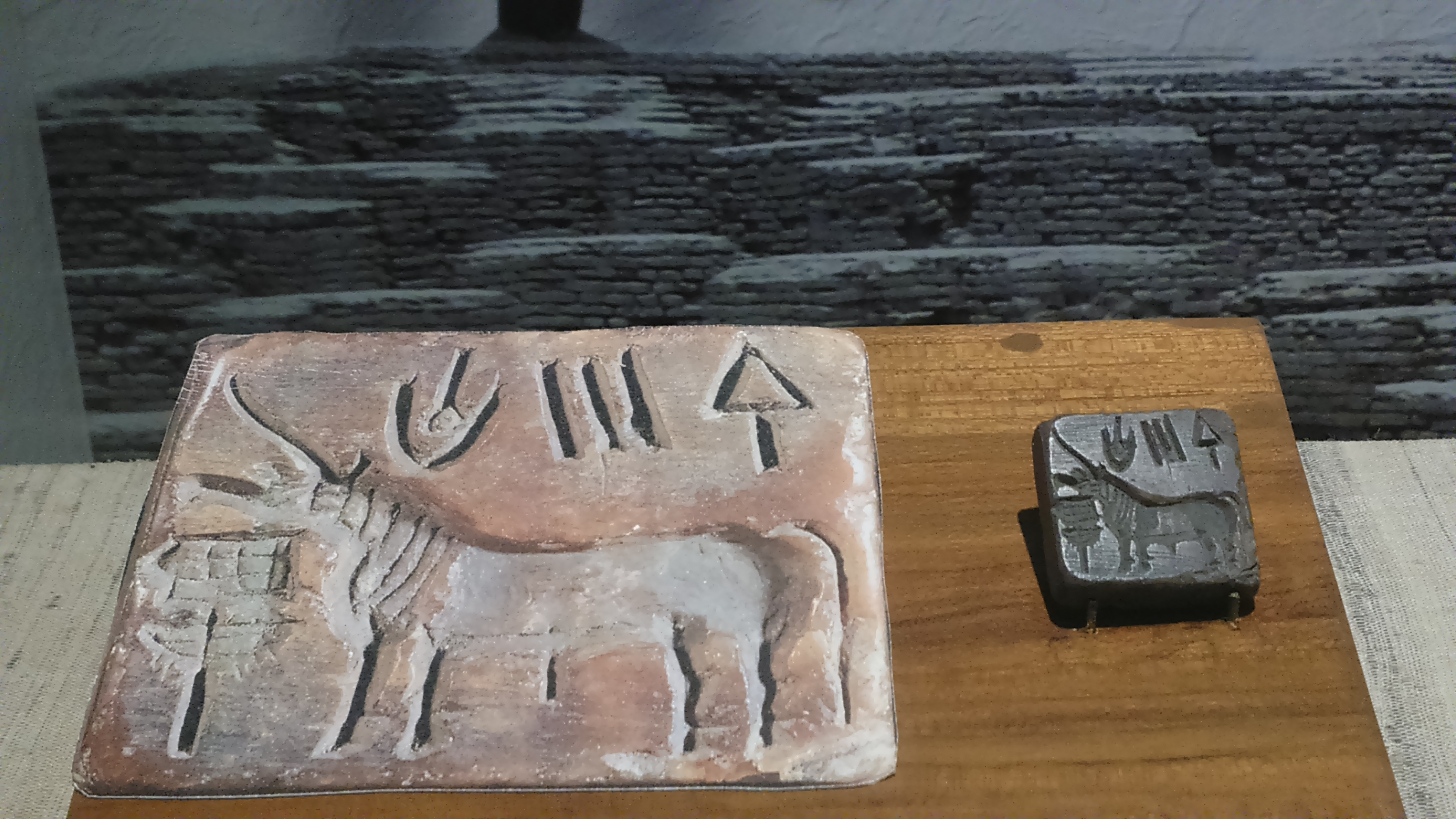
インダス文明の一角獣の印章
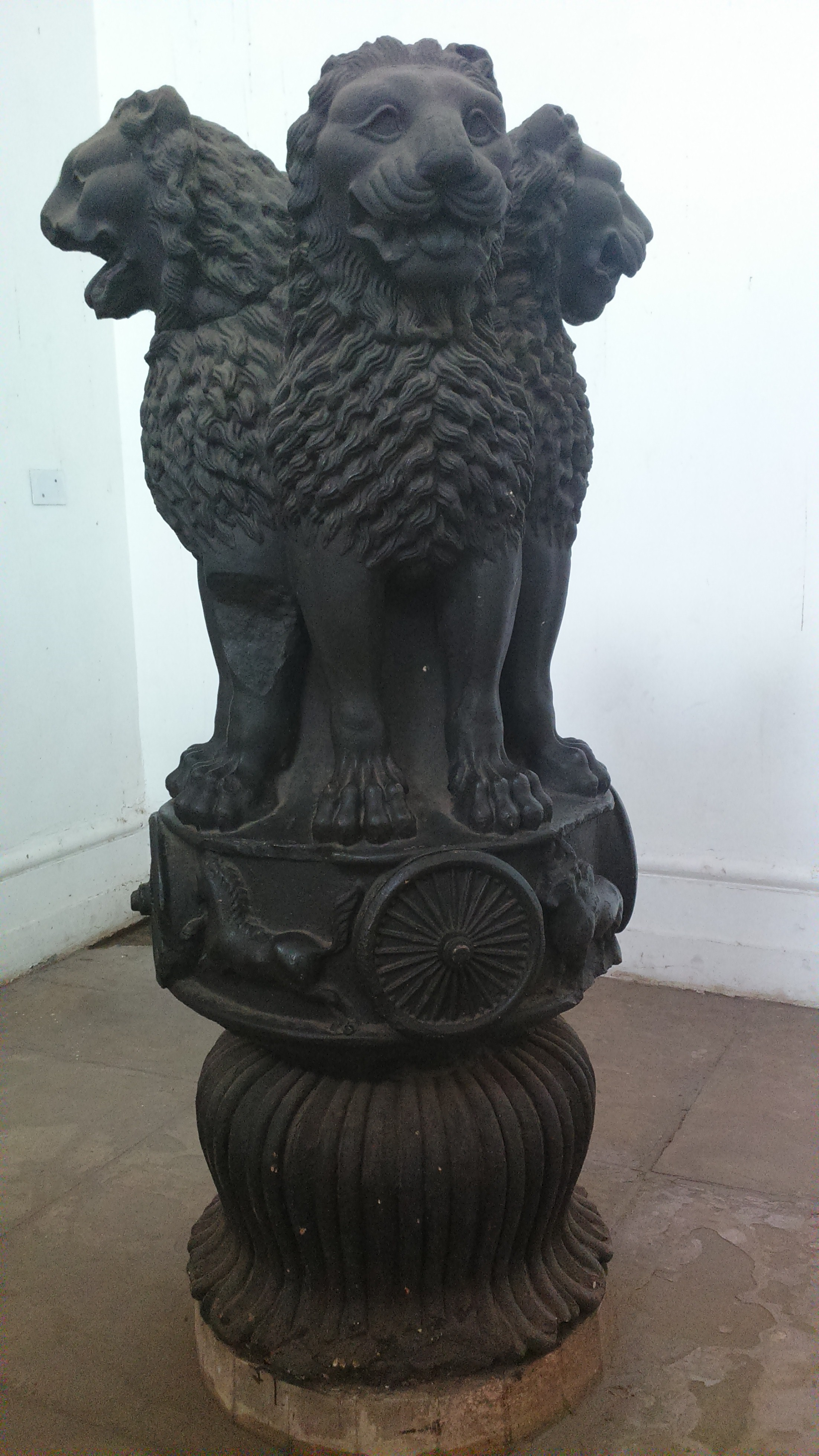
アショーカの獅子柱頭の複製
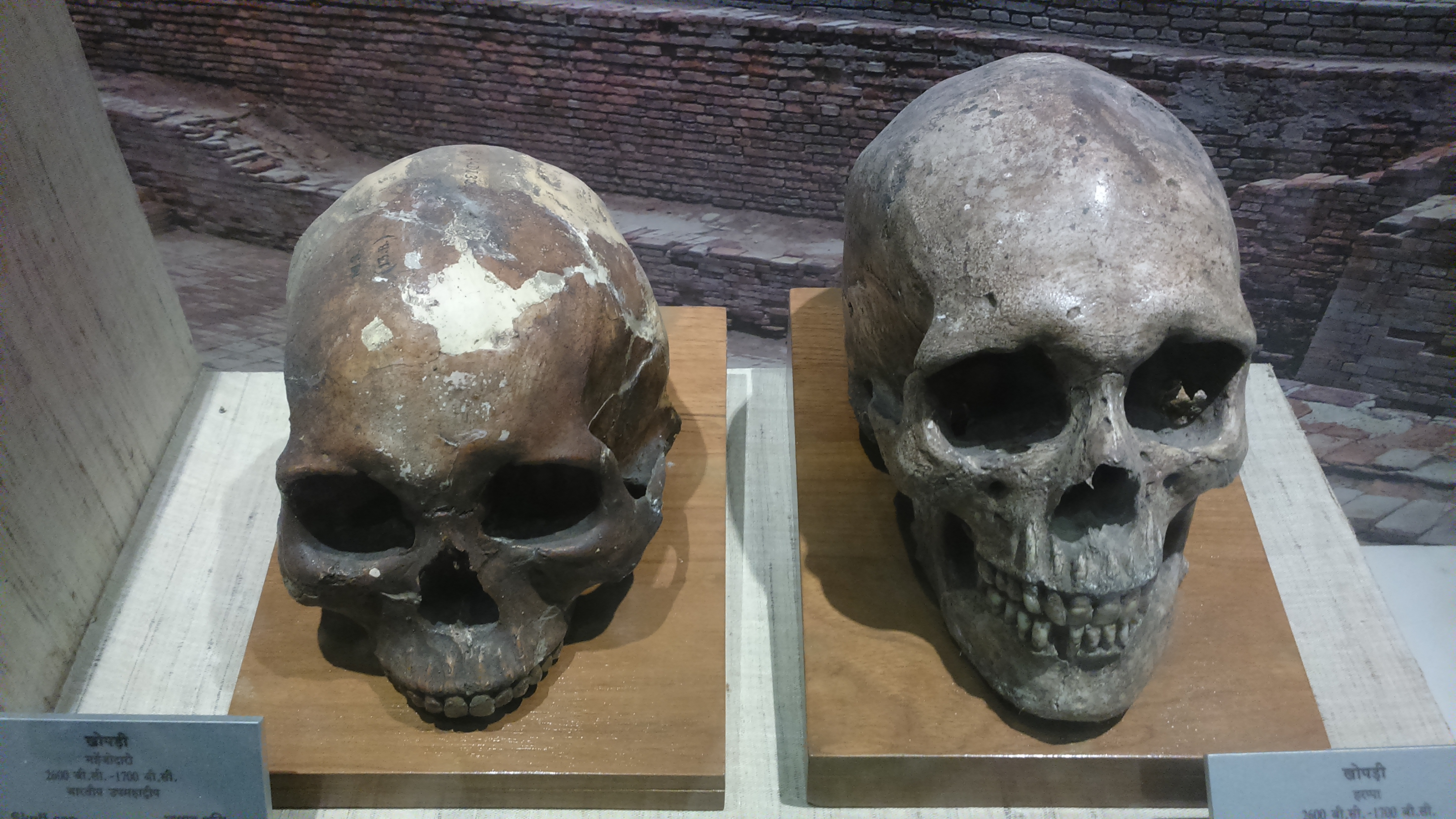
インダス川流域から出土した頭蓋骨
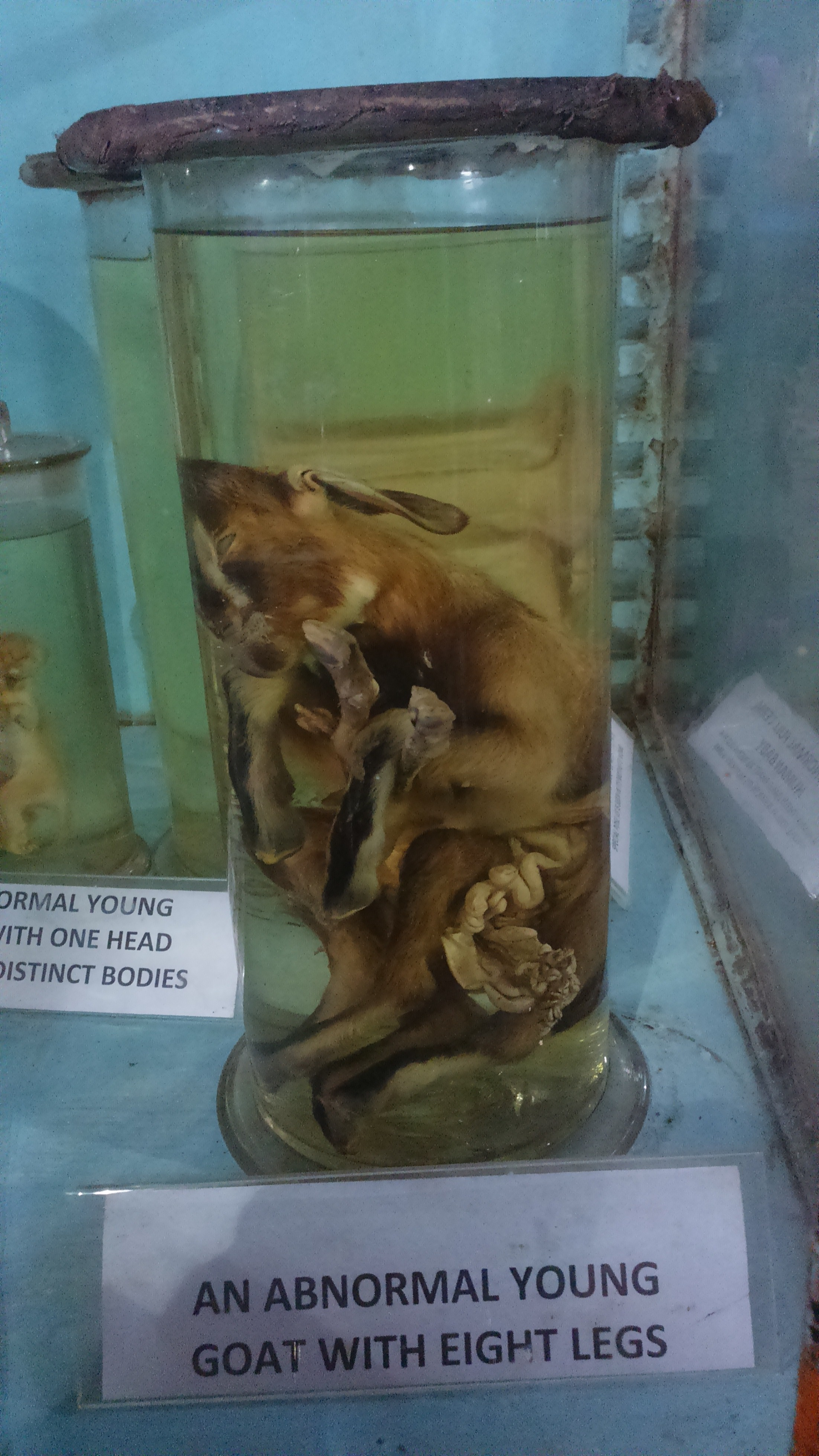
8本脚の若いヤギ
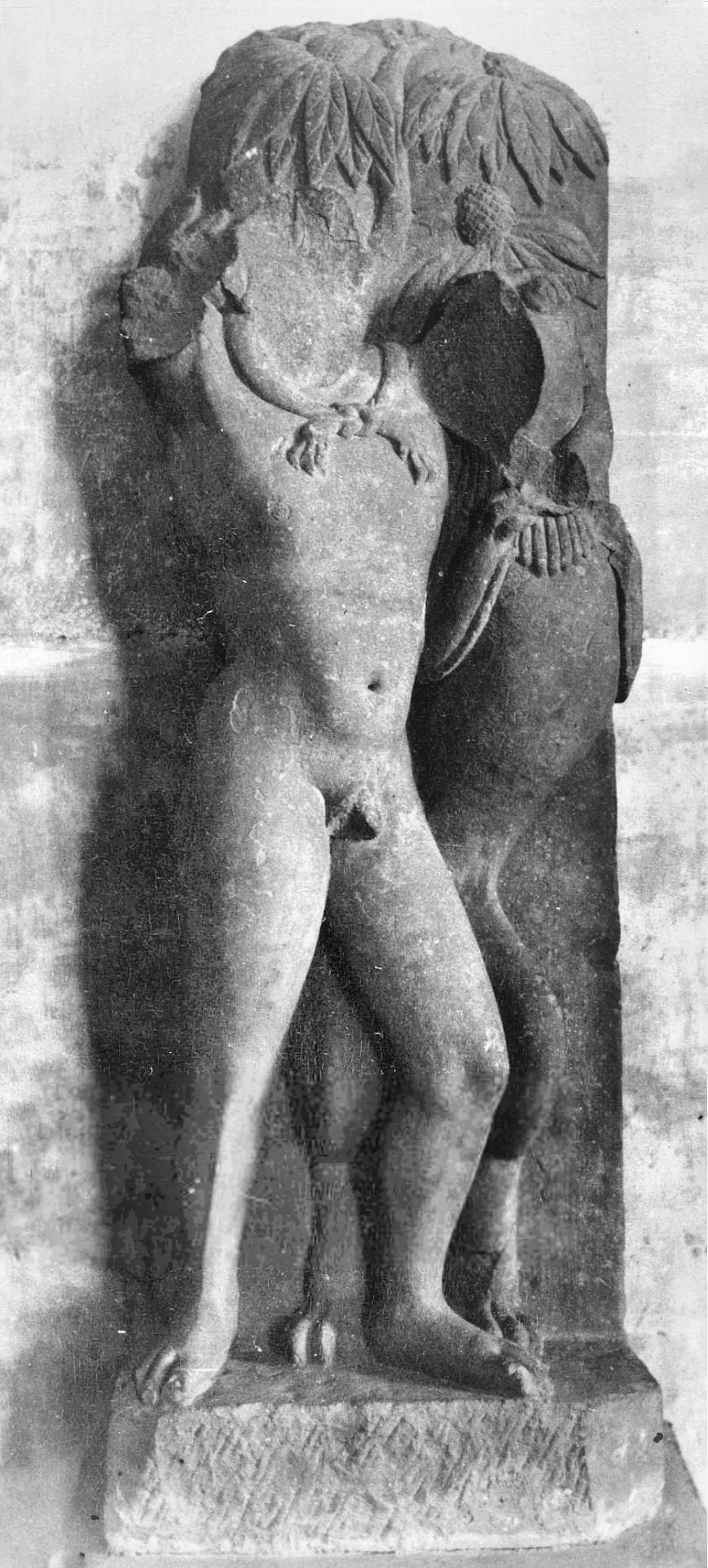
マトゥラーのヘラクレス（英語版）
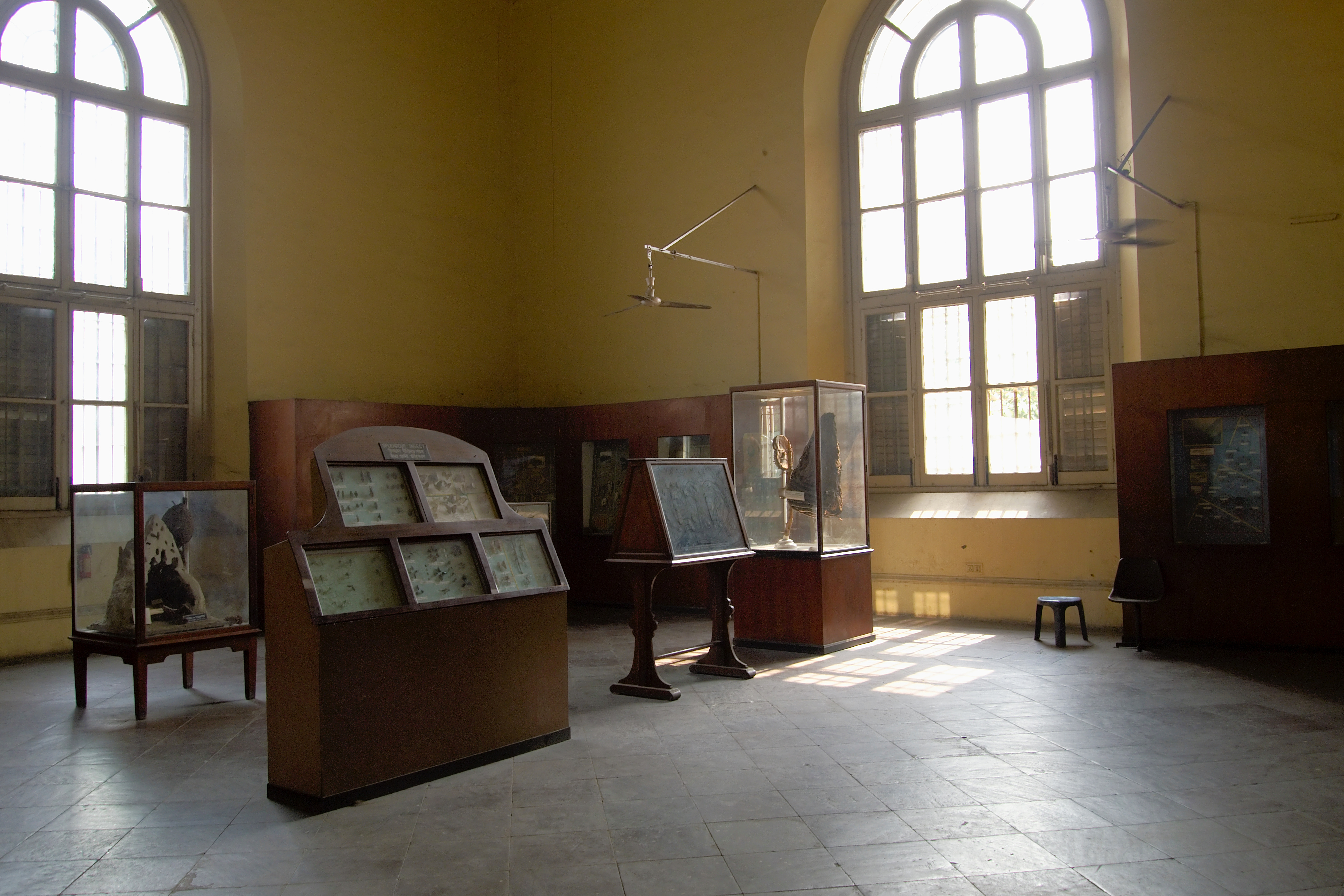
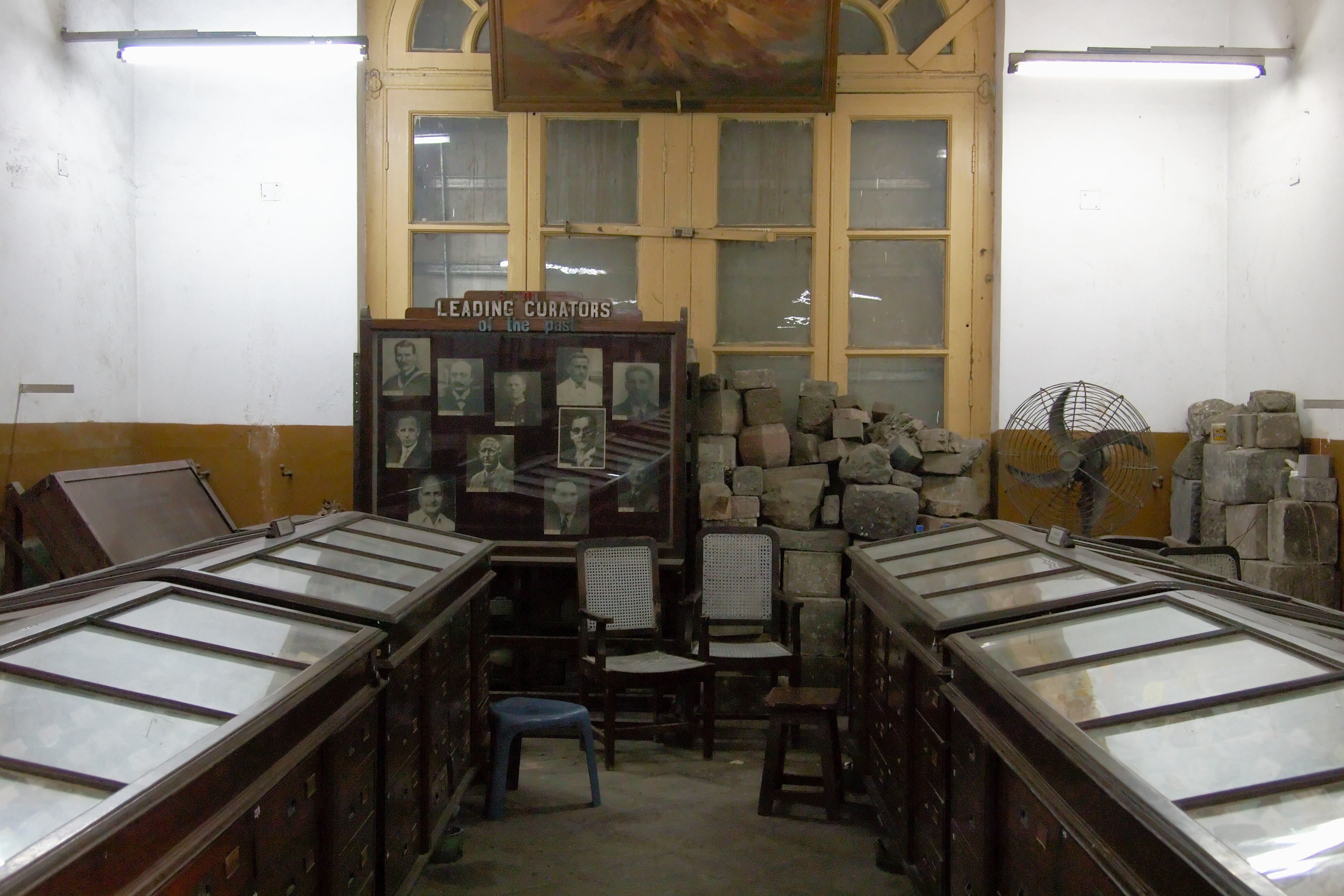
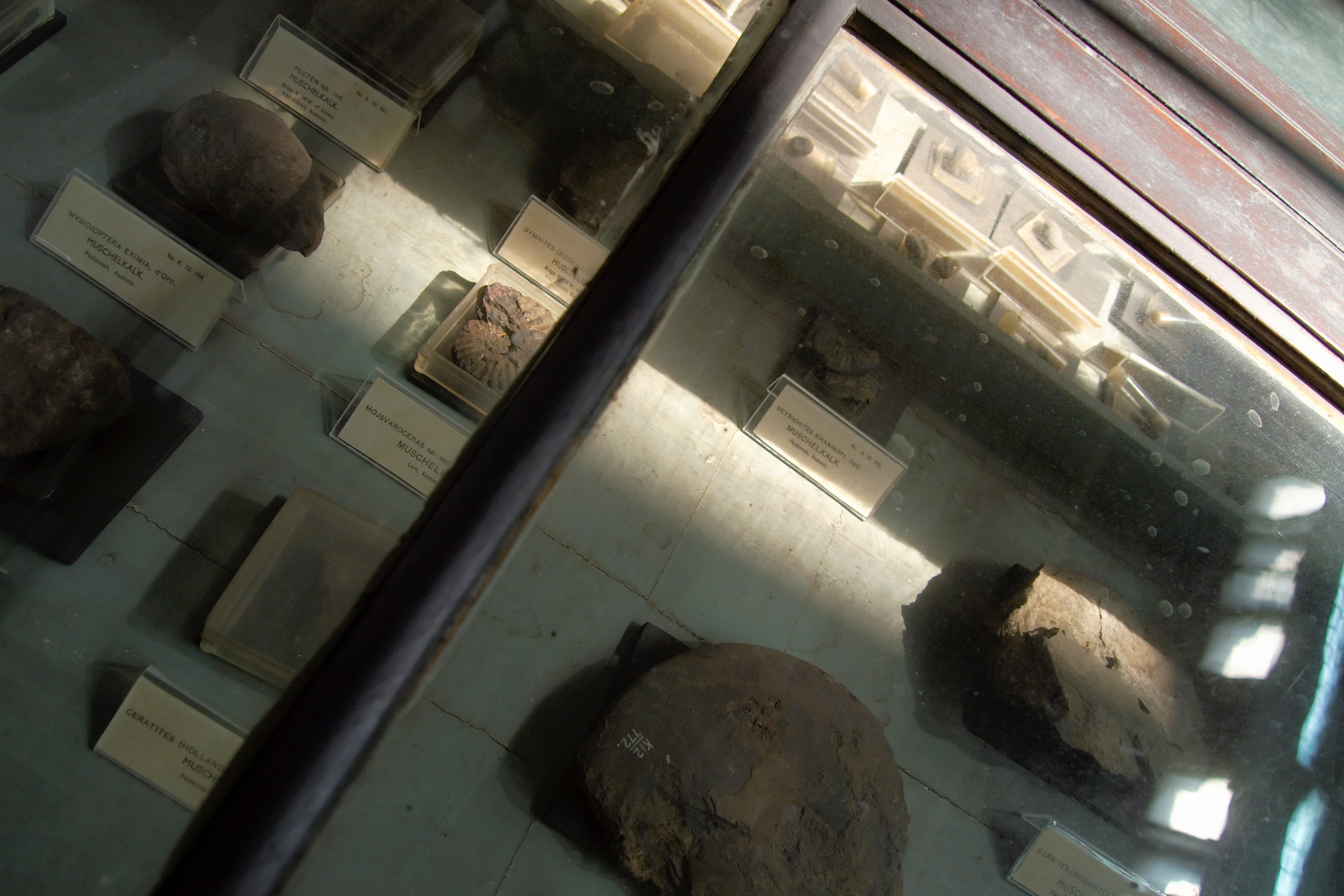